# Giessen-Oudekerk
Giessen-Oudekerk (51° 51′ N, 4° 52′ L) é uma cidade dos Países Baixos, na província de Holanda do Sul. Giessen-Oudekerk pertence ao município de Giessenlanden, e está situada a 8 km, a oeste de Gorinchem.
A área de Giessen-Oudekerk, que também inclui as partes periféricas da cidade, bem como a zona rural circundante, tem uma população estimada em 890 habitantes.